# Ravenscourt Park Football Club
Le Ravenscourt Park Football Club est un club anglais de rugby du XIXe siècle. Il est connu pour être l'un des vingt-et-un membres fondateurs de la fédération anglaise de rugby à XV. Il a également fourni un certain nombre de joueurs pour les premières rencontres internationales de ce sport. 

## Histoire

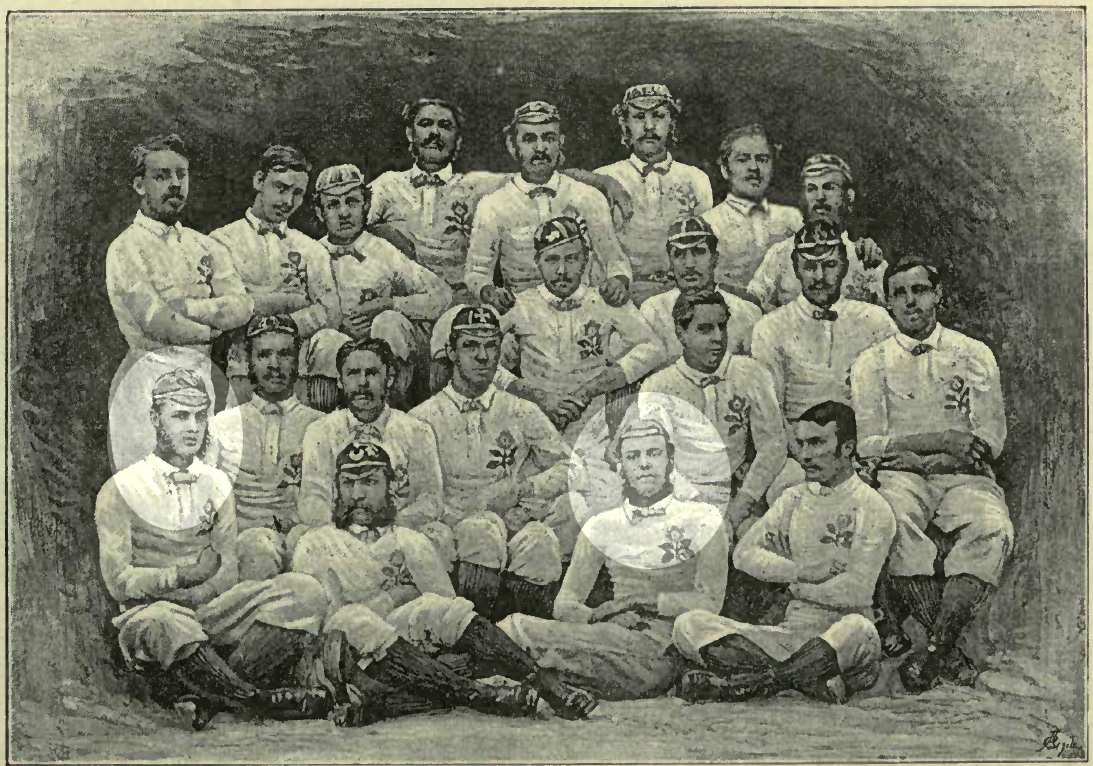
L'équipe d'Angleterre ayant participé au tout premier match international de rugby de l'histoire (1871), avec mis en évidence les joueurs du Ravenscourt Park Football Club, Alfred Davenport (à gauche) et John Marshall Dugdale (au centre).

Le club du Ravenscourt Park Football Club est fondé en 1865. Il s'agit d'un club composé presque exclusivement d'anciens de la Rugby School, ce qui est dû en partie au fait qu'il a été créé à une période précoce de l'histoire du sport et qu'il y a peu d'écoles qui jouaient au football dans le style de la Rugby School. Par extension, cela signifie que Ravenscourt Park est l'une des rares équipes non scolaires que la Rugby School choisit de jouer, car les règles de jeu sont les mêmes. Des clubs d'anciens élèves de certaines écoles sont apparus vers la fin des années 1860, comme les Marlborough Nomads pour le Marlborough College. Cependant, Ravenscourt Park n'est pas considéré comme un club d'anciens élèves, mais plutôt comme un club qui joue au rugby et qui attire donc les anciens de la Rugby School.
En décembre 1872, le journal Bell's Life (en) fait référence au Blackheath Football Club, aux Gipsies et à Ravenscourt Park comme étant les trois meilleurs clubs. Parmi ses nombreux adversaires figurent Blackheath FC, Richmond F.C., les universités d'Oxford et de Cambridge, les Gipsies, les Marlborough Nomads, Woolwich, Sandhurst, Cooper's Hill (en), St. Andrews Rovers, Clapham Rovers et West Kent.
Malgré sa proéminence au début des années 1870, le club est dissous en 1880. 